# Scorpius (Farscape)
Scorpius est un personnage fictif de la série télévisée de science fiction nommée Farscape.
Interprété par Wayne Pygram, il s'agit d'un mi-Sébacéen mi-Scarran, scientifique et 'pacificateur' qui poursuit John Crichton pour sa connaissance sur la technologie des vortex que Crichton possède enfermée dans son subconscient.
Physiquement, le corps de Scorpius tient plus du Sébacéen que du Scarran, à l'exception de sa peau de couleur grise, pareille à celle d'un lézard. Il est bien plus fort qu'un Sébacéen, mais use rarement de violence physique. Il s'enorgueillit de sa patience et de son intelligence, mais peut se montrer indéfiniment cruel pour obtenir ce qui est vital à ses yeux. Lors de sa première apparition dans la série, il est montré comme un détecteur de mensonge vivant. Son héritage particulier lui permet de mieux percevoir les différents spectres de lumière/chaleur que la plupart des humanoïdes, lui permettant de distinguer par sa seule vue la race ainsi que la duperie d'un être. Bien que n'ayant croisé pour la première fois Crichton que l'espace d'un instant, Scorpius l'identifia comme un imposteur (d'un capitaine Sébacéen) et le fit arrêter.
Scorpius possède un esprit supérieurement entraîné, ce qui lui permet de résister à la torture ainsi qu'à la faculté de sondage d'esprit basée sur la chaleur des Scarrans.
La physiologie hybride de Scorpius requiert de placer, directement dans son cerveau, des tiges de refroidissement spéciales, sous peine de déclenchement, dû à la température basique élevée venant de son héritage génétique de Scarran, d'un sévère délire de chaleur Sébacéen, entraînant des dommages au cerveau, le coma et finalement la mort.
Lors de la quatrième saison, il nous est montré comme pouvant apprendre à vivre sans ses tiges de régulation, mais les circonstances ont requis qu'il poursuive son but au lieu de se soigner lui-même.
Saison 2 épisode 1, Bialar Crais, en s'adressant à Scorpius, conclut son dernier rapport de pacificateur par "capitaine". Il est plus gradé que le lieutenant Braca mais moins qu'un commandant. Il a autorité pour commander une base de recherche, un navire de commande, voire une flotte de navires de commande.
Il peut commander une flotte de vaisseaux, ce qui lui confère l'autorité d'un amiral. Son grade dans la série devrait être proche de celle d'un capitaine hautement classé, tandis que lors des peacekeeper wars, son grade se situe plutôt vers celui d'un amiral.

## Saison 1
Lorsqu'il retenait Crichton captif, Scorpius plaça un clone neural de son propre esprit dans le cerveau de Crichton afin de découvrir ses secrets. Ce clone neural apparaît dans des visions que seul Crichton peut voir, et peut parfois influencer le comportement de Crichton. Crichton surnomma le clone "Harvey" d'après le lapin géant imaginaire Jimmy Stewart évoqué dans le film du même nom. Alors que Scorpius menace calmement, Harvey se comporte en clown, apparaissant dans des scènes humoristiques tirées des souvenirs et des fantasmes de Crichton. 

## Personnalité
Scorpius est un personnage prêt à tout pour arriver à ses fins, ce qu'il maintient bien caché sous un voile de mensonges et de secrets. Il va (et ce tout au long de la série) mentir, tuer de sang-froid, ordonner la mort de nombreux êtres, torturer des innocents, et sacrifier des proches dans le but d'obtenir ce qu'il désire. Il est prêt aussi à aider ses ennemis ou à se laisser humilier (notamment en suppliant ou en léchant des bottes, littéralement). Il a réussi à retourner plus d'une fois des situations qui semblaient mortelles, ce qu'il met au crédit de "sa prévoyance et de sa préparation". Il manipule les autres afin de leur faire faire son travail, mais il en fait aussi sa part, comme le prouve son obsession pour Crichton et ses secrets concernant les vortex. Il est érudit, très intelligent, et extrêmement brillant. Il est le seul à connaître la finalité de ses plans, et bien qu'il clame que son but principal soit l'élimination de la menace des Scarrans, aucune des paroles qu'il prononce ne sauraient être considérées comme vérité absolue.
La seule personne pour laquelle Scorpius a peut-être eu des sentiments serait Sikozu. Elle sera pour lui avant tout une alliée de poids, ainsi qu'un moyen d'influer sur l'équipage de Moya. Il dit lui-même, en la démasquant comme espionne des Scarrans, qu'elle a gâché quelque chose d'unique. Malgré sa trahison, il lui laissera la vie sauve ; cet acte était motivé soit compassion pour elle car elle avait été manipulée par les Scarrans, soit par le souvenir de leur liaison et de l'aide qu'elle lui avait fournie.